# Ophionellus schwarzi
Ophionellus schwarzi är en stekelart som först beskrevs av Joseph Augustine Cushman 1922.  Ophionellus schwarzi ingår i släktet Ophionellus och familjen brokparasitsteklar. Inga underarter finns listade i Catalogue of Life.